# Hrvaćani (Prnjavor)
Pour les articles homonymes, voir Hrvaćani.
Hrvaćani (en serbe cyrillique : Хрваћани) est un village de Bosnie-Herzégovine. Il est situé dans la municipalité de Prnjavor et dans la république serbe de Bosnie. Selon les premiers résultats du recensement bosnien de 2013, il compte 456 habitants.

## Démographie

### Évolution historique de la population dans la localité
| 1948 | 1953 | 1961 | 1971 | 1981 | 1991 | 2013 |
| ---- | ---- | ---- | ---- | ---- | ---- | ---- |
| -    | -    | 884  | 875  | 847  | 670, | 456  |

|  |

### Communauté locale
En 1991, la communauté locale de Hrvaćani comptait 1 286 habitants, répartis de la manière suivante :